# 1887 en sport
Cet article présente les faits marquants de l'année 1887 en sport.

## Athlétisme
- 20 novembre : fondation à Paris de l’USFSA, Union des sociétés françaises de sports athlétiques.
- 12e édition du championnat britannique de cross-country à Sutton Coldfield : 
  - JE Hickman s’impose en individuel.
  - Birchfield Harriers enlève le titre par équipe.
- 1re édition des championnats d’athlétisme de Nouvelle-Zélande.
- 8e édition des championnats AAA d'athlétisme de Grande-Bretagne :
  - Arthur Wharton remporte le 100 yards.
  - Charles Wood le 440 yards.
  - Francis Cross le 880 yards et le mile.
  - Edward Carter le 4 miles et le 10 miles.
  - MA Harrison le steeplechase.
  - John Le Flemming le 120 yards haies.
  - George Rowdon et l’américain William Byrd Page le saut en hauteur (1,83 m).
  - Tom Ray le saut à la perche (3,36 m).
  - Francis Roberts le saut en longueur (6,81 m).
  - L’Irlandais James Mitchell le lancer du poids (11,92 m).
  - L’Irlandais James Mitchell le lancer du marteau (37,81 m).
  - Chritopher Clarke le 7 miles marche.
- 12e édition des championnats d'athlétisme des États-Unis :
  - Charles Sherrill remporte le 100 yards.
  - Fred Westling le 200 yards.
  - Harvey Banks le 400 yards.
  - Le Canadien George Tracey le 880 yards.
  - Eddie Carter le mile.
  - Edward Carter le 5 miles.
  - Alexander Jordan le 120 yards haies et le saut en longueur (6,79 m).
  - Alfred Copland le 220 yards haies.
  - William Byrd Page le saut en hauteur (1,84 m).
  - Le Britannique Tom Ray le saut à la perche (3,12 m).
  - Le Canadien George Gray le lancer du poids (12,87 m).
  - Charles Queckberner le lancer du marteau (31,26 m).

## Automobile
- 20 avril : première course automobile de l’Histoire entre Neuilly-sur-Seine et Versailles.

## Aviron
- 3 avril : The Boat Race entre les équipes universitaires d'Oxford et de Cambridge. Cambridge s'impose[1].

## Badminton
- Codification des règles du Badminton par des membres du club de Bath en Angleterre. Ces règles restent en vigueur jusqu'en 1893.

## Baseball
- 14 février : transfert record dans le baseball professionnel aux États-Unis : Mike King Kelly passe des Chicago White Stockings à Boston pour une indemnité de transfert de 10,000 $.
- 6 au 23 mai : Première tentative de mise en place d'un championnat réservé aux joueurs noirs : National Colored Base Ball League. Cette ligue qui comprend huit formations cesse ses activités après seulement deux semaines de compétition.
- 22 juillet : Fred Chapman est aligné par Philadelphia Athletics (en) à 14 ans, 7 mois et 29 jours. C'est le record du plus jeune joueur en Ligue majeure.
- 31 août : Les New York Metropolitans utilisent cinq lanceurs au cours d'un même match. C'est la première fois qu'un club de Ligue majeure procède ainsi.
- 8 octobre : 12e édition aux États-Unis du championnat de baseball de la Ligue nationale. Les Detroit Wolverines s’imposent avec 79 victoires et 45 défaites.
- 9 octobre : 6e édition aux États-Unis du championnat de baseball de l'American Association. Les St. Louis Browns s’imposent avec 95 victoires et 40 défaites.
- 10/26 octobre : 4e édition aux États-Unis des World's Championship Series de baseball entre les champions de l'American Association et de la Ligue nationale. Les Detroit Wolverines s’imposent (10 victoires, 5 défaites) face aux St. Louis Browns.
- Devant l’imminence de la signature d’un joueur noir chez les New York Giants, la Ligue nationale américain interdit à ses clubs le recrutement de joueurs noirs ! Certaines ligues mineures avaient franchi le pas, mais adoptèrent finalement la même attitude ségrégationniste que la Ligue nationale. Dans la foulée, la Cour Suprême des États-Unis, consulté sur cette question, autorise la législation ségrégationniste.

## Boxe
- Création du premier club de boxe de Genève, l'Esquive Boxing Club de Genève (EBCG).

## Combiné nordique
- 7e édition de la Husebyrennet. Elle se déroule à Ullern, près d'Oslo. L'épreuve, disputée sur une piste de 20 kilomètres et par équipes est remportée par le club de Bærums Skiklub (no).

## Cricket
- 28 au 31 janvier : premier des deux test matches de la tournée australienne de l’équipe anglaise de cricket. L’Angleterre bat l’Australie par 13 runs.
- 25 février au 1er mars : 2e des deux test matches de la tournée australienne de l’équipe anglaise de cricket. L’Angleterre bat l’Australie par 71 runs. L’Angleterre remporte la série des Ashes par 2-0.
- Fondation du premier club de cricket féminin en Angleterre : White Heather Club.
- Le Surrey est sacré champion de Cricket en Angleterre.

## Cyclisme
- 8e édition de la course cycliste suisse : le tour du Lac Léman. Louis Masi s’impose.

## Football
- 5 février : à Sheffield (Bramall Lane), l'Angleterre s'impose 7-0 face à l'Irlande. 6 000 spectateurs.
- 12 février : à Glasgow (Hampden Park), finale de la 14e édition de la Coupe d'Écosse. Hibernian FC bat Dumbarton, 2-1. 15 000 spectateurs.
- 19 février : à Glasgow (Hampden Park), l'Écosse s'impose 4-1 face à l'Irlande. 1 500 spectateurs.
- 26 février : à Londres (Kennington Oval), l'Angleterre s'impose 4-0 face au Pays de Galles. 5 000 spectateurs.
- 12 mars : à Belfast (Solitude Ground), l'Irlande s'impose 4-1 face au pays de Galles. 4 000 spectateurs.
- 19 mars : à Blackburn (Leamington Road), l'Écosse s'impose 2-3 face à l'Angleterre. 12 000 spectateurs.
- 21 mars : à Wrexham (Racecourse Ground), l'Écosse s'impose 0-2 face au pays de Galles. 4 000 spectateurs. L'Écosse remporte la 4e édition du British Championship.
- 2 avril : finale de la 16e FA Challenge Cup (126 inscrits). Aston Villa Football Club 2, West Bromwich Albion 0. 15 500 spectateurs au Kennington Oval.

## Football américain
- Les règles sont modifiées de sorte que le temps de jeu est fixé à deux moitiés de 45 minutes chacun (comme dans le football d'association). Deux arbitres rémunérés sont mandatés pour chaque match.
- Les Bulldogs de Yale remporte le Championnat NCAA de football américain

## Football australien
- Carlton remporte le championnat de football australien de l’État de Victoria.
- Norwood champion de South Australia. Sydney champion de NSW.
- Unions champion du Western.

## Football gaélique
- 7 février : les règles irlandaises du football ne seront pas formellement établies avant 1887. Le GAA souhaitait promouvoir des sports traditionnels comme le hurling et rejeter toute importation et influence anglaise. Les premières règles du football gaélique allaient dans ce sens en reprenant quelques idées du hurling et en désirant se différencier du football anglais en rejetant par exemple la règle du hors-jeu. Ces règles ont été retranscrites par Maurice Davin après une réunion à Thurles et publiées dans la revue United Ireland ce jour.

## Golf
- 16 septembre : Willie Park, Jr. remporte l'Open britannique à Prestwick.

## Hockey sur gazon
- Fondation en Angleterre (Bristol) de la première ligue de Hockey sur gazon : la National Hockey Union.
- Fondation du premier club de hockey sur gazon féminin en Angleterre : Molesley.

## Hockey sur glace
- 25 février : le Montreal Hockey Club bat les Victorias de Montréal 1-0 et remporte le tournoi de hockey sur glace du carnaval de Montréal 1887.
- Premier match de hockey sur glace dans la ville canadienne de Toronto.

## Hurling
- 29 avril : première édition du Championnat d’Irlande de Hurling. Tipperary s’impose.

## Jeu de Paume
- Début de la construction du bâtiment accueillant les matches à Pau, capitale du Béarn[2].

## Joute nautique
- Sauvaire (dit Papeta) remporte le Grand Prix de la Saint-Louis à Cette.

## Rugby à XV
- 8 janvier : le pays de Galles et l'Angleterre font match nul zéro partout dans le premier match du Tournoi britannique disputé à Llanelli[3].
- 7 février : l'Irlande bat l'Angleterre sur le score de 2 à 0 sur son terrain de Lansdowne Road à Dublin[4].
- 19 février : l'Irlande perd son deuxième match du Tournoi à domicile devant l'équipe d’Écosse qui obtient la victoire 2 à 0 à Belfast[5].
- 26 février : l'Écosse bat largement le pays de Galles à Édimbourg sur le score de 4 à 0 en marquant douze essais dont un quintuplé de George Lindsay[6].
- 5 mars : l'Angleterre fait match nul un partout avec l'Écosse à Manchester[7].
- 12 mars : le pays de Galles remporte son dernier match 4 à 3 face à l'Irlande à Birkenhead[8]. Le Tournoi britannique est remporté par l'Écosse.

## Ski nordique
- L’usage de deux bâtons s’impose en ski de fond. Jusque-là, les skieurs n’utilisaient qu’un seul bâton.

## Sport hippique
- É.-U. : Montrose gagne le Kentucky Derby.
- Angleterre : Merry Hampton gagne le Derby.
- Angleterre : Gamecock gagne le Grand National.
- Irlande : Pet Fox gagne le Derby d'Irlande.
- France : Monarque gagne le Prix du Jockey Club.
- France : Bravade gagne le Prix de Diane.
- Australie : Dunlop gagne la Melbourne Cup.

## Softball
- 24 novembre : à Chicago dans l'Illinois (USA), George Hancock invente un match de baseball qui se dispute en intérieur qui deviendrait connu sous le nom de softball.

## Tennis
- 2 - 7 juillet : 11e édition du Tournoi de Wimbledon : le Britannique Herbert Lawford s’impose en simple hommes et sa compatriote Lottie Dod en simple femmes puis les Britanniques Patrick Bowes-Lyon et Herbert Wilberforce gagnent le double.
- 22 - 30 août : 7e édition de l'US Open masculin : L’Américain Richard Sears s’impose en simple et en double associé à son compatriote James Dwight qui battent Howard Taylor et son partenaire Henry Slocum. Après cette 7e victoire consécutive en simple Richard Sears met un terme à sa carrière sportive.
- 27 au 5 octobre :  1re édition de l'US Open féminin : en finale, victoire de l'Américaine Ellen Hansell qui s'impose face à sa compatriote Laura Knight. Sur le double mixte, victoire de L. Stokes et de son compatriote Joseph Clark face à Laura Knight associé à E. D. Faries.

## Voile
- sur la 7e édition de la Coupe de l'America, Edward Burgess, membre du club nautique New York Yacht Club, s'impose sur Volunteer en battant le bateau écossaisThistle.

## Naissances
- 2 janvier : Jules Moriceau, pilote de courses automobile français. († 20 juin 1977).
- 4 janvier : Giorgio Zampori, gymnaste italien († 7 décembre 1965).
- 9 janvier : Sammy Davis, pilote de course automobile d'endurance britannique († 9 janvier 1981).
- 10 janvier : Maurice Olivier, footballeur français († ?).
- 14 janvier : Cayetano Saporiti, footballeur uruguayen. († ? 1954).
- 21 janvier : Georges Vézina, hockeyeur sur glace canadien. († 27 mars 1926).
- 26 janvier : François Faber, cycliste sur route luxembourgeois. († 9 mai 1915).
- 8 février : René Camard, footballeur français († 16 mars 1915).
- 17 février : Kate Gillou, joueuse de tennis française († 1er janvier 1964).
- 23 février : Karl Neumer, cycliste sur piste allemand († 16 mai 1984).
- 26 février : Grover Cleveland Alexander, joueur de baseball américain († 4 novembre 1950).
- 28 février : John McDonald, hockeyeur sur glace canadien. († 24 janvier 1958).
- 5 mars : Hector Goetinck, footballeur, puis entraîneur belge († 26 juin 1944).
- 9 mars : Henri Moigneu, footballeur français († 14 mars 1937).
- 12 mars : Karl-Johan Svensson, gymnaste artistique suédois († 20 janvier 1964).
- 15 mars : Leslie Knighton, entraîneur de football britannique († 10 mai 1959).
- 27 mars : Väinö Siikaniemi, athlète de lancers finlandais († 24 août 1932).
- 2 avril : Maurice Vandendriessche, footballeur français († 18 novembre 1959).
- 6 avril : Georges Sérès, cycliste sur piste français († 26 juin 1951).
- 7 avril : Joseph Stadler, athlète de sauts américain († 25 février 1950).
- 22 avril : Harald Bohr, footballeur puis mathématicien danois  († 22 janvier 1951).
- 27 avril :
  - Yngve Stiernspetz, gymnaste artistique suédois († 4 avril 1945).
  - Warren Wood, golfeur américain († 27 octobre 1926).
- 2 mai : Eddie Collins, joueur de baseball américain († 25 mars 1951).
- 6 mai : Thomas Dunderdale, hockeyeur sur glace canadien († 15 décembre 1960).
- 13 mai : Camille Fily, cycliste sur route français († 11 mai 1918).
- 18 mai : Eugen Lunde, skipper norvégien († 17 juin 1963).
- 22 mai : Arthur Cravan, boxeur puis poète et écrivain suisse († ? 1918).
- 26 mai : 
  - Joseph Bavozet, joueur de rugby à XV français († 15 mai 1967).
  - Louis Berlinguette, hockeyeur sur glace canadien († 2 juin 1959).
- 27 mai : Paul Mauriat, joueur de rugby à XV français († 21 mai 1964).
- 29 mai : André Trousselier, cycliste sur route français. († 16 avril 1968).
- 1er juin : Alfred de Rauch, hockeyeur sur glace et par la suite arbitre polonais puis français († ?).
- 4 juin : Don Smith, hockeyeur sur glace canadien († 13 mai 1959).
- 6 juin : Germaine Golding, joueuse de tennis franco-britannique. († 14 août 1973).
- 14 juin : Oskar Kreuzer, joueur de rugby à XV et joueur de tennis allemand († 3 mai 1968).
- 1er juillet : Ge Fortgens, footballeur néerlandais († 4 mai 1957).
- 16 juillet : Joe Jackson, joueur de baseball américain († 5 décembre 1951).
- 20 juillet : Louis Rigal, pilote de course automobile français († 8 juillet 1974).
- 2 août : Gilbert Brutus, joueur de rugby à XV, puis entraîneur, dirigeant et arbitre français († 7 mars 1944).
- 6 août : Dudley Benjafield, pilote de course automobile britannique († 20 janvier 1957).
- 12 août : George Kimpton, footballeur puis entraîneur britannique († 15 février 1968).
- 14 août : Kenelm Lee Guinness, pilote de course automobile britannique. († 10 avril 1937).
- 23 août : Albert Gutterson, athlète de sauts américain († 7 avril 1965).
- 24 août : Harry Hooper, joueur de baseball américain († 18 décembre 1974).
- 10 septembre : Gustaf Rosenquist, gymnaste artistique suédois († 22 décembre 1961).
- 17 septembre : George Poulin, hockeyeur sur glace canadien († 3 mai 1971).
- 28 septembre : Avery Brundage, athlète d'épreuves combinées puis dirigeant sportif américain. Président du CIO de 1952 à 1972 († 8 mai 1975).
- 2 octobre : Ephraim Longworth, Football|footballeur britannique († 7 janvier 1968).
- 5 octobre : Nils Middelboe, footballeur danois († 21 septembre 1976).
- 16 octobre : Oda Mahaut, escrimeuse (fleuret) franco-danoise († 19 mai 1955)
- 20 octobre : Vic Gonsalves, footballeur néerlandais († 29 août 1922).
- 24 octobre : Octave Lapize, cycliste sur route français († 14 juillet 1917).
- 25 octobre : Léon Darrien, gymnaste belge († 19 février 1973).
- 27 octobre : Nico de Wolf, footballeur néerlandais († 18 juillet 1967).
- 31 octobre : Édouard Lalonde, hockeyeur sur glace canadien († 21 novembre 1970).
- 5 novembre : Teodor Koskenniemi, athlète de fond finlandais († 15 mars 1965).
- 6 novembre : Walter Johnson, joueur de baseball, puis dirigeant sportif américain († 10 décembre 1946).
- 18 novembre : Thomas Battersby, nageur britannique († 3 septembre 1974).
- 22 novembre : Pietro Bordino, pilote de course automobile italien († 15 avril 1928).
- 27 novembre : 
  - Jean Ducret, footballeur français († ?).
  - Ferdinand Minnaert, gymnaste puis homme politique belge († 26 août 1975).
- 10 décembre : Arthur Hoffmann, athlète de sprint allemand († 4 avril 1932).
- ? Maurice Bigué, footballeur français († ?).
- ? Jules Dubly, footballeur français († ?).
- ? Jean Picy, footballeur français († ?).
- ? Victor Sergent, footballeur français († 1924).
- ? Ursule Wibaut, footballeur français († ?).

## Décès
- 16 septembre : Sakaigawa Namiemon, 46 ans, lutteur de sumo japonais. (° 28 mai 1841).